# Verwaltungsgemeinschaft An der Schmücke

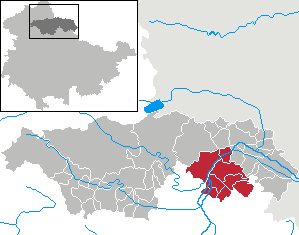
Lage der ehemaligen Verwaltungsgemeinschaft im Kyffhäuserkreis

In der Verwaltungsgemeinschaft An der Schmücke aus dem thüringischen Kyffhäuserkreis hatten sich die Stadt Heldrungen und sieben Gemeinden zur Erledigung ihrer Verwaltungsgeschäfte zusammengeschlossen. Sie wurde nach der Schmücke benannt.
Sitz der Verwaltungsgemeinschaft war in Heldrungen. Letzter Vorsitzender der Verwaltungsgemeinschaft war Wolfram Nöthlich.

## Gemeinden
1. Bretleben
2. Etzleben
3. Gorsleben
4. Hauteroda
5. Heldrungen, Stadt
6. Hemleben
7. Oberheldrungen
8. Oldisleben

## Geschichte
Die Verwaltungsgemeinschaft wurde am 8. Juni 1993 gegründet. Im Rahmen der Gebietsreform in Thüringen wurde die Verwaltungsgemeinschaft am 1. Januar 2019 aufgelöst. Die Mitgliedsgemeinden schlossen sich – mit Ausnahme Etzlebens und Obeheldrungens – zur Stadt und Landgemeinde An der Schmücke zusammen. Diese wurde erfüllende Gemeinde für Etzleben und Oberheldrungen.